# Rosángela
Rosángela é uma telenovela venezuelana exibida em 1979 pela Venevisión.

## Elenco
- Irán Eory- Rosangela
- José Bardina- Raul Cardona
- Eva Moreno- Griselda
- Alberto Marín- Adalberto
- Hilda Carrero- Leticia
- Raúl Xiqués- Daniel
- Haydée Balza- Amelia
- Alicia Plaza- Rosita
- Maria Eugenia Dominguez- Eliana
- Vicente Quintian- Bernardo
- Omar Omaña- Julio
- José Luis Silva- Luis Miguel
- Carmencita Padrón- Gisela
- Zoe Ducós- Amanda
- Manuel Escolano- Octavio
- Santiago Rios- Salvador
- Esperanza Magaz- Miguelina
- Elba Escobar- Olivia
- Luis Colmenares- Maximo
- Alexis Escamez- Vegas
- Betty Ruth- Martiriqueña